# دوناتيلا فينوشاريو
دوناتيلا فينوشاريو (بالإيطالية: Donatella Finocchiaro)‏ هي ممثلة إيطالية، ولدت في 16 نوفمبر 1970 بقطانية في إيطاليا.

## أعمال

### أفلام
- (2012) إلى روما مع الحب[2]

## وصلات خارجية
- دوناتيلا فينوشاريو على موقع IMDb (الإنجليزية)
- دوناتيلا فينوشاريو على موقع ألو سيني (الفرنسية)
- دوناتيلا فينوشاريو على موقع أول موفي (الإنجليزية)
- دوناتيلا فينوشاريو على موقع قاعدة بيانات الأفلام السويدية (السويدية)
- دوناتيلا فينوشاريو على موقع قاعدة بيانات الفيلم (الإنجليزية)
- دوناتيلا فينوشاريو على موقع كينوبويسك (الروسية)